# Гималайская кошка
Гималайская кошка — порода длинношёрстой кошки, схожая с персидской, но имеющая голубые глаза и окрас колор-пойнт (светлое тело с более темными лапами, мордой, ушами и хвостом), что более свойственно сиамским кошкам. Европейское название породы — Персидский колор-пойнт.
Однозначно не определено, является ли гималайская кошка отдельной породой, например Ассоциация любителей кошек считает гималайскую кошку цветовой вариацией персидской, а Международная организация кошек, хотя и выделяет их в отдельную породу, относит к одной группе с персидской и экзотической короткошёрстной кошками под названием «Группа персидской породы».

## Телосложение
Как и персидские кошки, имеют округлое тело с короткими лапами, позволяющими прыгать на большое расстояние. Как правило, имеют мягкий характер, но более активны, чем персидские кошки, и могут бегать за игрушкой в течение нескольких часов.

## Уход
Как и других длинношёрстых кошек, гималайских нужно ежедневно чистить, чтобы содержать их шерсть в хорошем состоянии, кроме того, в зависимости от кошки, может понадобиться ежедневное протирание мордочки.